# Olga Sacasa
Olga Sacasa (17 juni 1961) is een Nicaraguaans wielrenster. Ze reed zowel op de weg als op de baan.
In 1992 nam Sacasa deel aan de Olympische Zomerspelen van Barcelona op de onderdelen sprint en achtervolging.
In de kwalificaties van de 3000 meter achtervolging reed Sacasa, die als enige startte in de eerste kwalificatieserie van deze nieuwe olympische discipline, automatisch een olympisch record in een tijd van 4.32,671. Het werd in de volgende rit verbeterd tot 3.51,674 door Seiko Hashimoto. In de kwalificatie eindigde Sacasa uiteindelijk als zestiende van de zeventien deelnemers.